# Ingeborg Osswald-Lüttin
Ingeborg Osswald-Lüttin (* 1. September 1921 in Freiburg im Breisgau; † 29. März 2013 in Riedheim) war eine deutsche Malerin und Karikaturistin. Sie war verheiratet mit dem Maler Karl Oßwald.

## Leben und Werk
Nach einem schweren Verkehrsunfall verließ Ingeborg Lüttin die Schule nach der Obertertia und wurde bereits mit 17 Jahren zum Studium an der Akademie der Bildenden Künste Karlsruhe zugelassen. Nach ihrer Hochzeit mit Karl Oßwald lebte sie seit 1952 als freie Künstlerin in Riedheim.

## Auszeichnungen
- Heinrich Zille-Preis[3]